# 横浜市立若葉台中学校
横浜市立若葉台中学校（よこはましりつ わかばだいちゅうがっこう）は、神奈川県横浜市旭区若葉台1丁目にある公立中学校。

## 沿革
- 2005年（平成17年）4月1日 - 若葉台地区小中学校再編統合検討委員会発足。
- 2007年（平成19年）4月1日 - 若葉台東中学校（1980年4月開校）・若葉台西中学校（1984年4月2日開校）の2校を統合し、旧若葉台東中学校校舎に本校開校。

## 通学区域
- 若葉台全域（1丁目～4丁目）[1]
- なお、本校は旭区と緑区との区境線に近いため、横浜市立義務教育学校霧が丘学園の学区である緑区霧が丘4丁目や6丁目などは、霧が丘学園より、本校の方が近い地域も存在する。

## アクセス
- 横浜市営バス23系統・65系統・205系統・東急バス青23系統で、霧が丘高校前バス停下車。
  - 東急田園都市線青葉台駅、JR東日本十日市場駅、JR東日本・市営地下鉄グリーンライン中山駅から、上述の路線バスに乗車。
- 神奈川中央交通南01系統で、南町田グランベリーパーク駅から12分、若葉台中学校前バス停下車。ただし、運行は、日曜・祝日の日中1本のみ。
- 神奈川中央交通境21系統・116系統・相鉄バス116系統で、三ツ境駅（北口）から13分、若葉台中学校前バス停下車。
- 神奈川中央交通5系統・峰02系統・115系統で、鶴ヶ峰駅から20分、若葉台中学校前バス停下車。
- 東名高速横浜町田ICから、車で約4.3km・約7分。

## 周辺
- 桧山公園
- 横浜市立若葉台小学校 -ほとんどの生徒がこの学校出身
- 横浜市立上川井小学校 -一部の生徒がこの学校出身
- 横浜若葉台団地
- 横浜旭中央総合病院
- イムス横浜旭リハビリテーション病院
- 若葉台保育園
- ショッピングタウンわかば
  - 横浜若葉台郵便局
  - スルガ銀行横浜若葉台支店
  - 横浜銀行若葉台支店
  - 若葉台地区センター
  - イトーヨーカドー若葉台店
- 若葉台地域ケアプラザ
- 神奈川県立霧が丘高等学校 - 所在地は緑区
- 学校法人国際学園星槎中学校 - 所在地は緑区。なお、同学園グループの高校（星槎高等学校）は若葉台4丁目に所在するが、本校からやや離れている。